# ديفيد بارون كورونا
ديفيد بارون كورونا (بالإسبانية: David D Barron) هو مهرب مخدرات مكسيكي، ولد في 1963 في تيخوانا في المكسيك، وتوفي بنفس المكان في 27 نوفمبر 1997.